# Paralives
Paralives — находящаяся в разработке инди-игра в жанре симулятора жизни. Над игрой работает независимая студия Paralives Studio, состоящая из 10 человек. Игровой процесс создаётся по подобию игр серии The Sims, где игрок должен будет управлять виртуальными людьми — «парафолками», а также игра позволит строить здания и обустраивать их мебелью, где будут жить парафолки. Проект известен тем, что его разработчики активно освещают в интернете этапы разработки и получают средства на разработку через Patreon.

## Игровой процесс
Paralives — это симулятор жизни с открытым игровым миром, который населяют «парафолки» — виртуальные люди. Игрок должен удовлетворять их базовые потребности в сне, туалете и еде. Им также требуется разными способами зарабатывать денежные средства, для чего они могут идти работать. Парафолки также могуть развивать отношения друг с другом и развлекаться. Игровой мир предоставляет для этого разные возможности, например парафолки могут посещать фестивали. Парафолки могут заводить детей и расти, проходя разные жизненные стадии, начиная с младенца, заканчивая стариком, в отличие от игр The Sims, жизненные стадии ребёнка будут сопровождаться его незаметным ростом.
Редактор создания персонажа позволяет детально изменять внешность парафлока, подбирать ему цвет кожи, волос, телосложение, рост, одежду итд.. Помимо прочего Paralives позволяет детально настраивать размер, расположение и цвет стен, полов, окон, дверей и мебели. Разработчики объявили, что их игра не будет включать никаких фантастических или оккультных элементов, например призраков, магию или пришельцев, как это принято в The Sims. В игру будут встроен инструмент «Paramaker» — эквивалент редакторов строительства, создания персонажей, а также встроенных в игру инструментов по созданию модификаций.

## Разработка
Разработку Paralives начал Алекс Массе, ранее известный тем, что занимался созданием игры PewDiePie’s Tuber Simulator при сотрудничестве с видеоблоггером Пьюдипай. Затем Алекс решил полностью сосредоточиться на разработке нового симулятора жизни, свой проект он назвал Paralives. Разработка началась ещё в июне 2019 года. Разработчики не скрывают факт того, что их игра создаётся по образу и подобию The Sims. Алекс Массе, руководящий разработкой, отметил, что с десяти лет является ярым поклонником этой серии и хотел бы в Paralives воплотить идеи, которых ему не хватало в симуляторах жизни от Maxis, например, более гибкий редактор строительства или возможность менять рост симов.
Вначале Массе занимался в одиночку разработкой Paralives, но понял, что такой проект не осилит один. Ему удалось привлечь в свой проект трёх независимых разработчиков — Лею Соррибес, Кристину Гарьепи и Анну Тиберт. Вместе они основали независимую студию Paralives Studio. К маю 2021 года над проектом уже работали 10 человек вместе с композитором.
Решение создать симулятор жизни Paralives возникло по причине того, что Массе был недоволен имеющимися редакторами строительства в играх The Sims. Массе мечтал о редакторе, который позволил бы легко воссоздать дом практически любой формы, одновременно его впечатлил редактор создания дорог в игре Cities: Skylines. Массе попытался воссоздать редактор с аналогичной механикой, но для создания зданий. Это отличает его от аналогичных редакторов в играх The Sims, где детали дома — стены, полы, крыши, мебель и пр. размещаются на сетке. Тем не менее, это порождало новую проблему, связанную с анимацией персонажей. Например, размещение объектов вне сетки в играх The Sims приводило к тому, что симы могли «застревать». Чтобы подобного не происходило в Paralives, разработчики внедрили процедурную анимацию, которая сама меняется и подстраивается под окружающее пространство. Парафолки в игре разговаривают на «парли» — вымышленном искусственном языке, созданном с помощью лингвистов.
Работая над художественным стилем, разработчики ориентировались на яркий и абстрактный дизайн окружающего мира и самих парафолков. В частности они ориентировались на художественный стиль игры Demon Slayer: Kimetsu no Yaiba – The Hinokami Chronicles. Так как игру создаёт небольшая команда, они не могут позволить себе ультра реалистичную графику, при этом команде было важно создать эстетически красивую и узнаваемую игру. В качестве художественного канона для персонажей было решено использовать псевдо двухмерную анимацию, созданную с помощью вручную отрисованных текстур тела и технологии сел-шейдинга.
Разработка игры финансируется через краудфандинговую платформу Patreon. Команда открыто сообщает о всех стадиях разработки, а донаторы также могут предлагать идеи для будущей игры. Массе был впечатлён успехом другого игрового проекта Ooblets, в частности той поддержкой со стороны интернет-сообщества, которую получала команда разработчиков ещё с момента демонстрации идеи и концепт-артов. По состоянию на май 2022 года, разработку финансируют около 9000 донатаров на сумму более 40000 долларов в месяц. Разработчики составили «парабук» — 100 страниц документа, где собраны всевозможные идеи для симулятора жизни. Массе заявил, что после выхода игры он хочет поддерживать её бесплатными обновлениями. Также разработчики хотят поощрять создание модификаций сторонними людьми, которые могут публиковаться на сайте Steam Workshop. В 2019 и 2020 годах работа велась над инструментами в режиме строительства, в 2021 года началась разработка режима создания персонажа, начиная с 2022 года, команда сосредоточена на разработке режима жизни и искусственного интеллекта парафолков. Между 2023 и 2024 годами было создано более 800 внутриигровых объектов.

## Анонс и выход
Прототип игры демонстрировался на выставке E3 2021. По состоянию на начало 2023 года примерная дата выхода игры ещё не известна. Разработчики уточнили, что в раннем доступе игра появится не ранее 2025 года.

## Реакция
Проект Paralives привлёк внимание у игровых СМИ за свою схожесть с играми серии The Sims, которые являются жанровыми монополистами на игровом рынке. Журналисты предрекают, что эта будущая игра имеет шанс составить конкуренцию играм The Sims даже несмотря на то, что речь идёт об инди-игре с небольшой командой разработчиков. Проект также привлёк положительное внимание у игровых журналистов и поклонников симулятора жизни за активное освещение всех этапов разработки. Осенью 2022 года EA Games презентовала проект будущей игры The Sims — Project Rene, находящийся на ранней стадии разработки, заявив, что будет также открыто сообщать о всех этапах дальнейшей разработки вероятной The Sims 5. Некоторые игровые журналисты усмотрели в этом попытку подражать разработчикам Paralives. Журналисты даже обвинили EA Games в плагиате, усмотрев подозрительную схожесть редакторов строительства в Paralives и Project Rene.

## Награды
- 2020 Canadian Game Devs — самая ожидаемая канадская игра[24].